# Soezendeeg

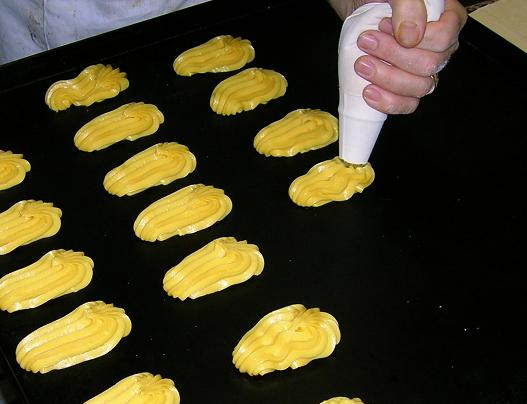
Kookdeeg op een bakblik spuiten

Soezendeeg of kookdeeg of in Vlaanderen ook wel branddeeg is een deeg gemaakt van water, boter, meel en eieren. Het wordt bereid door een deel boter in twee delen water te smelten op heel zacht vuur, en hier iets meer dan een deel meel aan toe te voegen. Daarna wordt de pan van het vuur genomen en worden er langzaam drie delen eieren doorheen geroerd. Voor zoute soesjes wordt wat zout aan het deeg toegevoegd.
Het kookdeeg kan bijvoorbeeld als kleine bolletjes op een bakplaat in de oven worden gebakken, waarbij er rekening gehouden wordt met het feit dat de bolletjes flink opzwellen. Doordat het water in het deeg gaat koken en stoom wordt, zullen de bolletjes groter worden, zonder dat er rijsmiddel in het deeg is gebruikt. Op deze wijze worden soesjes gemaakt, die kunnen worden opengeknipt om te vullen, of via een gaatje opgespoten. Ook eclairs worden gemaakt van kookdeeg.
Moorkoppen worden gemaakt op basis van een grotere bol kookdeeg.
Een andere manier van het gebruik van kookdeeg is de ovenschotel "appeltjes in kookdeeg" als dessert, met geschilde en uitgeboorde appeltjes gevuld met jam en overgoten met kookdeeg, uit de oven.
Pommes dauphine worden gemaakt door aardappelpuree te vermengen met soezendeeg en het resultaat te frituren.